# XGP

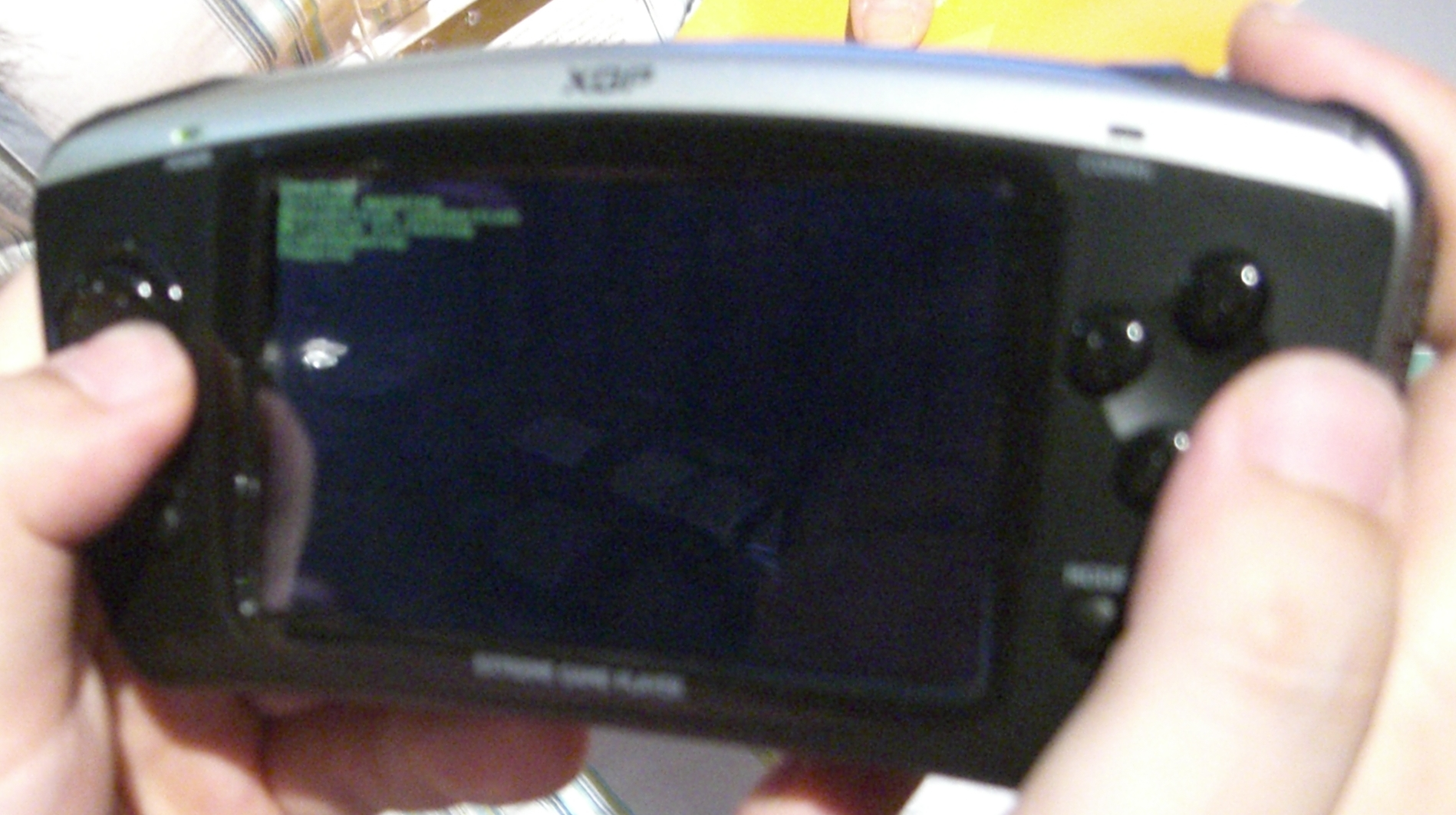
Konsola XGP

XGP – przenośna konsola gier wideo koreańskiej firmy Game Park. Jest ona następczynią GP32. Pierwszy pokaz odbył się w 2005 roku, a ostateczna premiera miała miejsce w marcu 2006 roku, wraz z XGP Mini i XGP Kids.
Losy XGP, XGP Mini i XGP Kids, w związku z ogłoszeniem bankructwa przez firmę Game Park są nieznane.

## Wersje
- XGP

- - Ekran 4", 480x272, 1.6 mln kolorów
  - CPU ARM920T 266 MHz
  - System Operacyjny Linux, Windows CE, GPOS
  - Transfer danych WiFi - 802.11 b/g, WiBro, USB 2.0
  - Pamięć wewnętrzna 64 MB
  - Pamięć 64MB DDR SDRAM
  - Cena 300$

- XGP Mini

- - Ekran 2.2", 320x240, 256k kolorów
  - CPU ARM920T 266 MHz
  - System operacyjny GPOS
  - Transfer danych USB 2.0
  - Pamięć wewnętrzna 64 MB
  - Pamięć zewnętrzna karty Secure Digital
  - RAM 32MB DDR SDRAM
  - Cena 150$

- XGP Kids

- - Ekran 2.2", 220x176, 65k kolorów
  - CPU ARM950T 140 MHz
  - System operacyjny GPOS
  - Transfer danych USB 1.1
  - Pamięć wewnętrzna Brak
  - Pamięć zewnętrzna karty Secure Digital
  - RAM 8MB DDR SDRAM
  - Cena 75$